# Japan Airlines
Japan Airlines grundades 1951 och började med internationella flygningar 1954 och är Asiens största flygbolag. Japan Airlines Corporation leder två flygbolag. Japan Airlines International skötte den internationella reguljärflygstrafiken, medan Japan Airlines Domestic flög inom Japan.
Den 19 januari 2010 begärde flygbolaget konkursskydd efter flera år av enorma förluster samt skulder på 178 miljarder kronor. Meningen med konkurskyddet är att genomföra en rekonstruktion av bolaget. Konkursen är den fjärde största i Japan genom tiderna.

## Destinationer
Japan Airlines internationella destinationer:
Asien
Peking, Tianjin, Dalian, Shanghai, Guangzhou, Hong Kong, Taipei, Hanoi, Ho Chi Minh-staden, Bangkok, Kuala Lumpur, Singapore, Jakarta, Manila, Seoul, Guam, Doha, New Delhi, Bengaluru.
Europa
Helsingfors, London, Paris, Frankfurt
Nordamerika
Boston, New York, Chicago, San Francisco, Dallas, Los Angeles, San Diego, Seattle, Vancouver, Honolulu, Kailua Kona

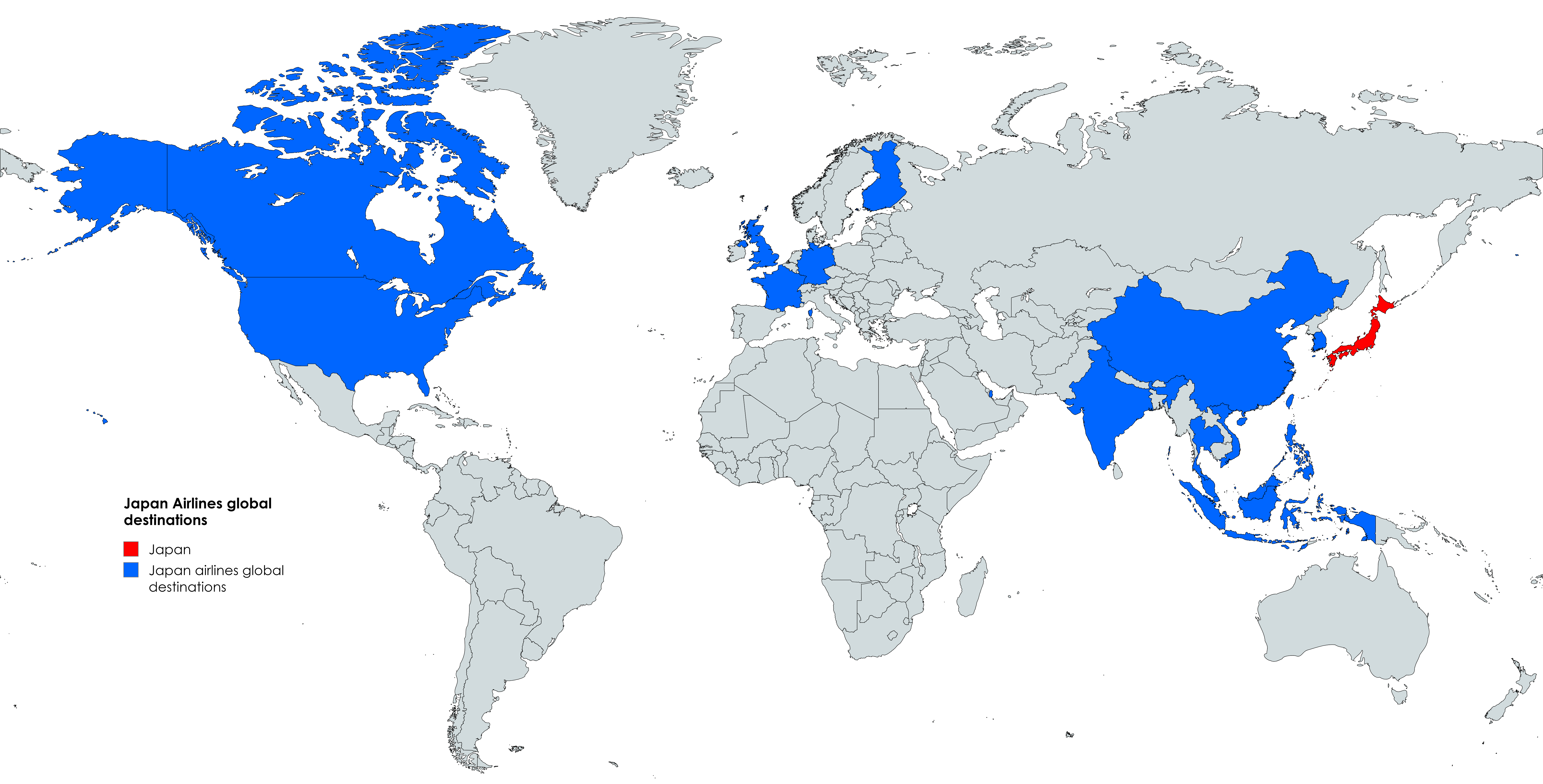
Japan Airlines destinationer 2024.

Oceanien
Sydney, Melbourne

## Flotta

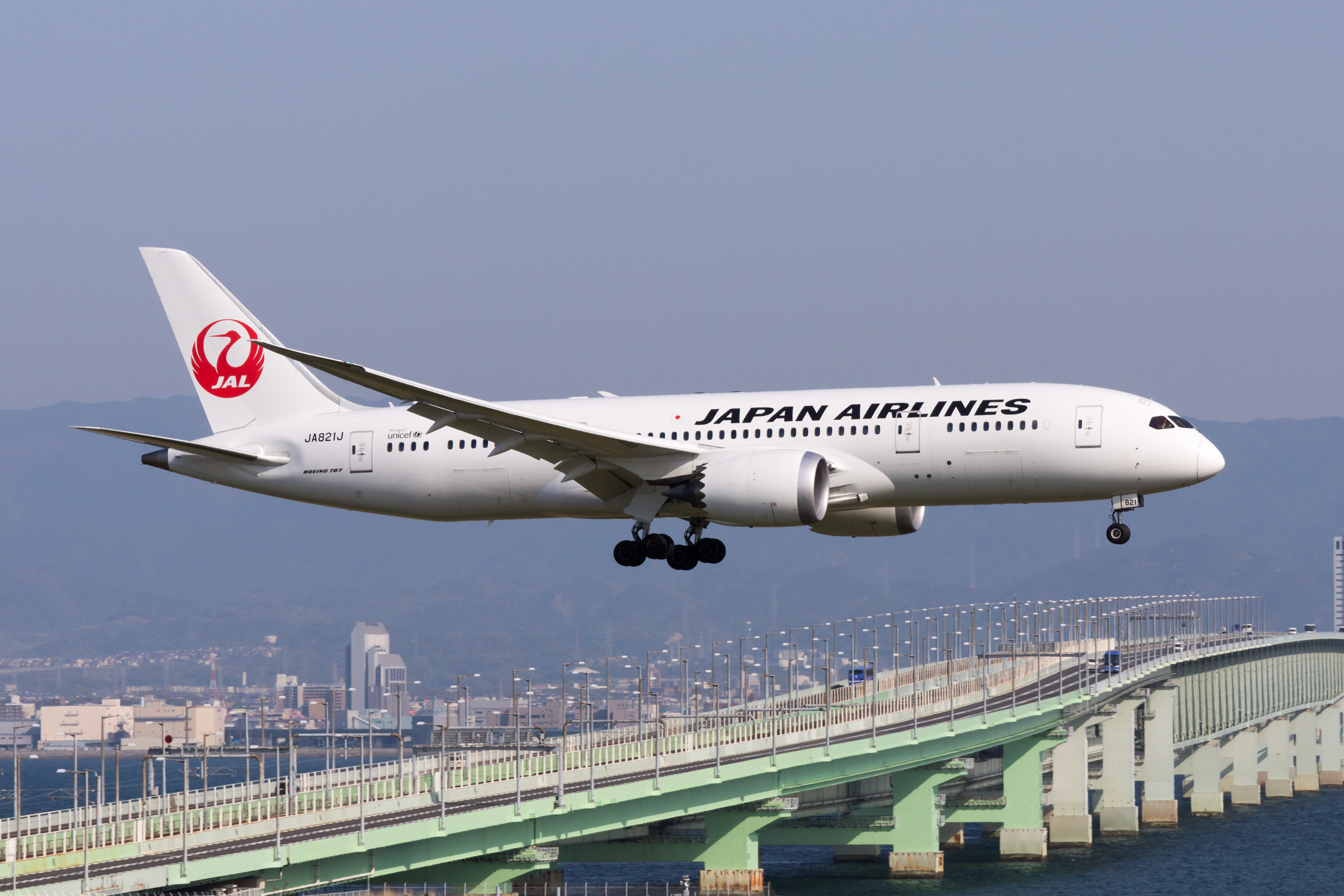
En Boeing 787-8 på inflygning till Osaka Kansai flygplats, 2015.

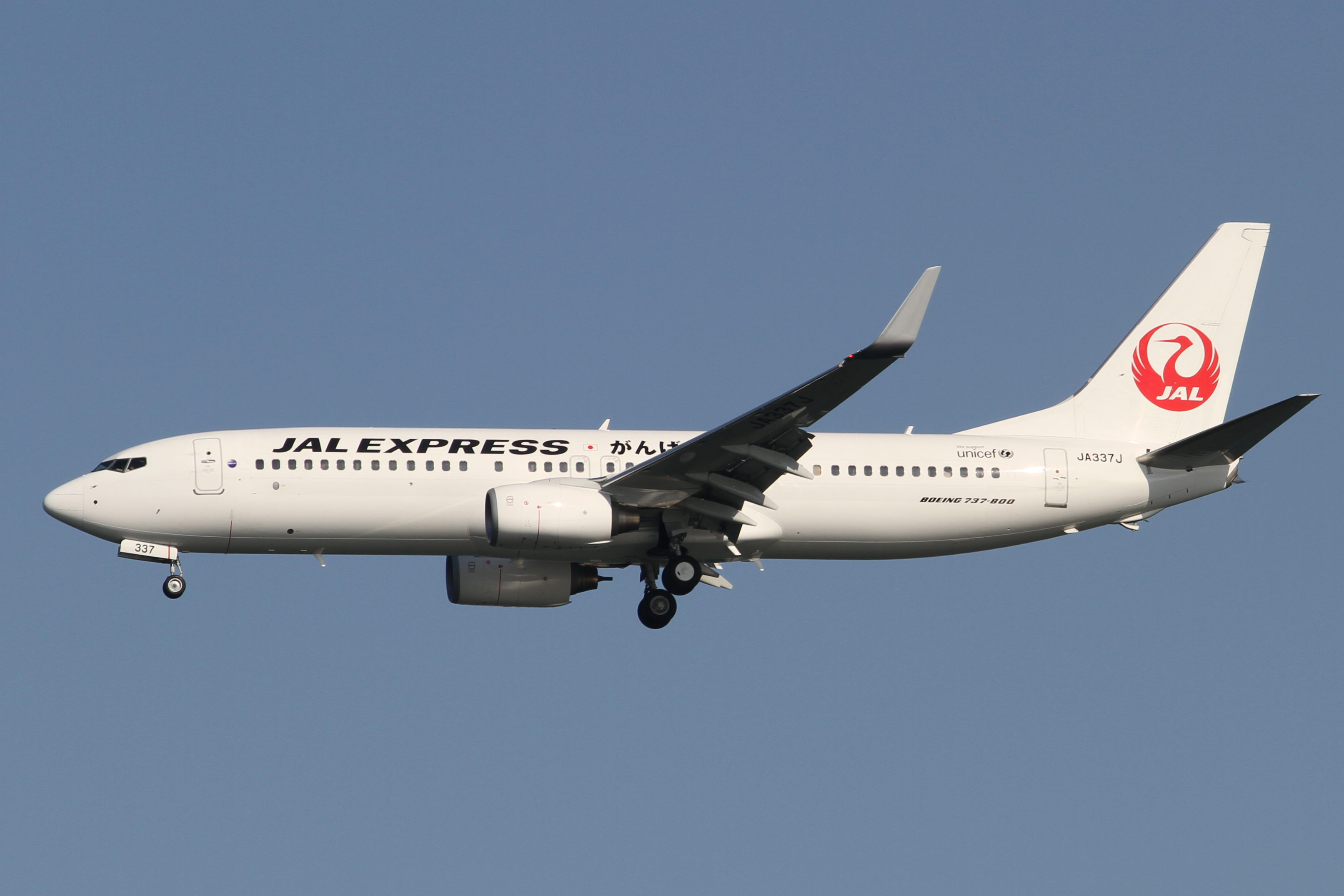
En Boeing 737-800 på inflygning till Tokyo Haneda flygplats, 2012.

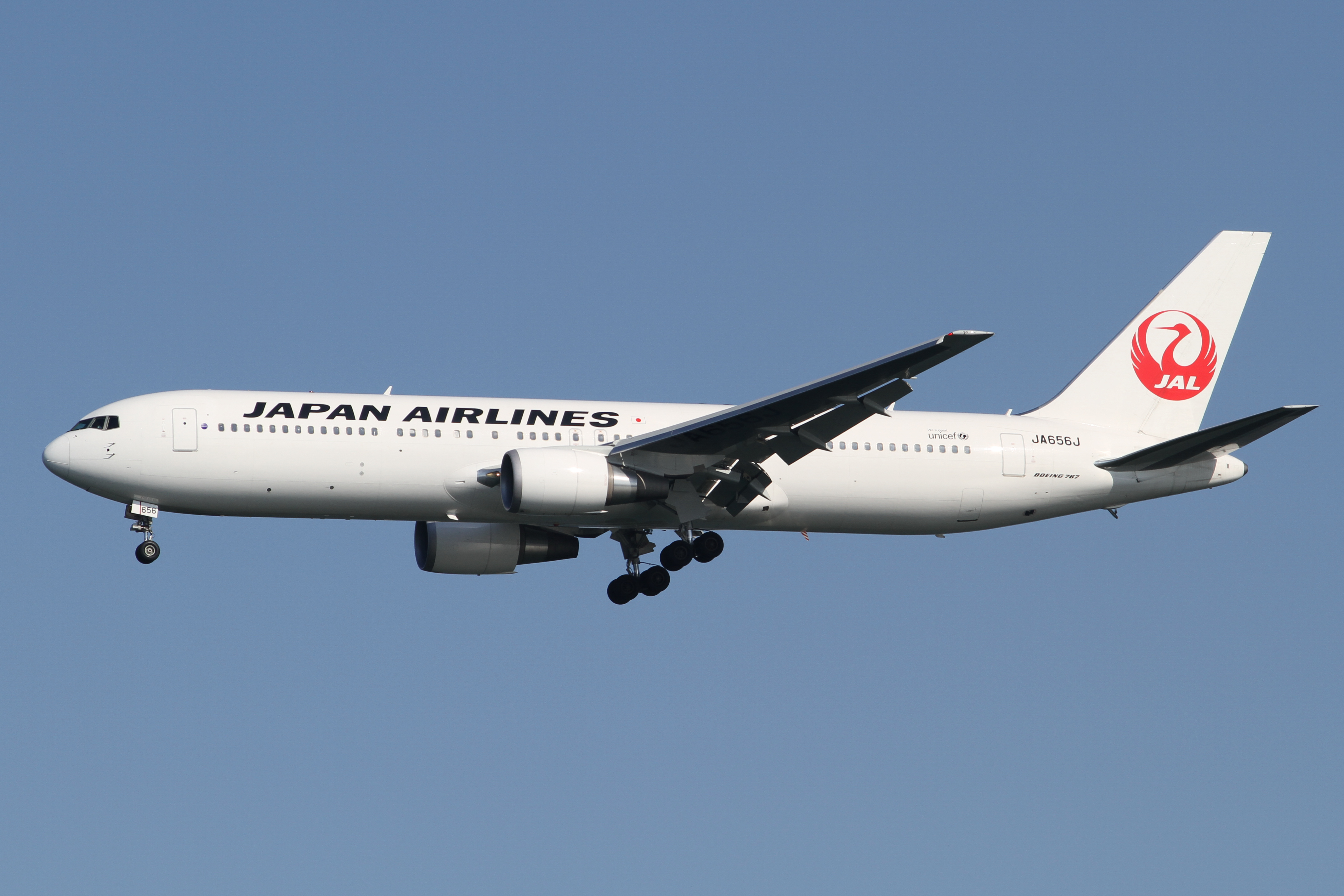
En Boeing 767-300ER på inflygning till Tokyo Haneda flygplats, 2012.

Per augusti 2022, har Japan Airlines en flotta bestående av totalt 172 flygplan, varav 156 Boeing och 16 Airbus, med 15 ytterligare beställningar av Airbus-flygplan.
Listan inkluderar endast flotta av Japan Airlines och inte dess flertal dotterbolag, som bedriver regionaltrafik inom Japan.
| Flygplanstyp     | I trafik | Beställningar | Passengerare      | Passengerare      | Passengerare      | Passengerare      | Passengerare      | Passengerare | Noteringar                                                                                                  |
| Flygplanstyp     | I trafik | Beställningar | F                 | J                 | W                 | Y                 | Totalt            | Refs         | Noteringar                                                                                                  |
| ---------------- | -------- | ------------- | ----------------- | ----------------- | ----------------- | ----------------- | ----------------- | ------------ | --- |
| Airbus A350-900  | 16       | 2             | 12                | 94                | —                 | 263               | 369               | [ 5 ]        | Används inrikes Option på 25 flygplan Ersätter Boeing 777-familjen                                          |
| Airbus A350-900  | 16       | 2             | 12                | 56                | —                 | 323               | 391               | [ 5 ]        | Används inrikes Option på 25 flygplan Ersätter Boeing 777-familjen                                          |
| Airbus A350-1000 | 3        | 10            | 239 (6/54/24/155) | 239 (6/54/24/155) | 239 (6/54/24/155) | 239 (6/54/24/155) | 239 (6/54/24/155) | [ 5 ]        | Att användas internationellt Option på 25 flygplan Ersätter Boeing 777-familjen                             |
| Boeing 737-800   | 61       | —             | —                 | 20                | —                 | 145               | 165               | [ 6 ]        | Inrikes konfigurering                                                                                       |
| Boeing 737-800   | 61       | —             | —                 | 12                | —                 | 132               | 144               | [ 6 ]        | Utrikes konfigurering                                                                                       |
| Boeing 767-300ER | 28       | —             | 5                 | 42                | —                 | 205               | 252               | [ 7 ]        | Inrikes konfigurering Ett flygplan målat i Oneworld-målning                                                 |
| Boeing 767-300ER | 28       | —             | —                 | 42                | —                 | 219               | 261               | [ 7 ]        | Inrikes konfigurering Ett flygplan målat i Oneworld-målning                                                 |
| Boeing 767-300ER | 28       | —             | —                 | 30                | —                 | 197               | 227               | [ 7 ]        | Äldre utrikes konfigurering                                                                                 |
| Boeing 767-300ER | 28       | —             | —                 | 24                | —                 | 175               | 199               | [ 7 ]        | Utrikes konfigurering                                                                                       |
| Boeing 777-200ER | 5        | —             | —                 | 26                | —                 | 286               | 312               | [ 8 ]        | Används internationellt Att ersättas med Airbus A350 senast mars 2023                                       |
| Boeing 777-300ER | 13       | —             | 8                 | 49                | 40                | 147               | 244               | [ 10 ]       | Används internationellt Att ersättas med Airbus A350 senast mars 2023 Ett flygplan målat i Oneworld-målning |
| Boeing 787-8     | 29       | —             | 6                 | 58                | —                 | 227               | 291               | [ 11 ]       | Inrikes konfigurering                                                                                       |
| Boeing 787-8     | 29       | —             | —                 | 30                | —                 | 156               | 186               | [ 11 ]       | Utrikes konfigurering                                                                                       |
| Boeing 787-8     | 29       | —             | —                 | 30                | —                 | 176               | 206               | [ 11 ]       | Utrikes konfigurering                                                                                       |
| Boeing 787-9     | 20       | —             | —                 | 44                | 35                | 116               | 195               | [ 12 ]       | Används internationellt                                                                                     |
| Boeing 787-9     | 20       | —             | —                 | 28                | 21                | 190               | 239               | [ 12 ]       | Används internationellt                                                                                     |
| Boeing 787-9     | 20       | —             | —                 | 52                | 35                | 116               | 203               | [ 12 ]       | Används internationellt                                                                                     |
| Totalt           | 172      | 15            |                   |                   |                   |                   |                   |              | |

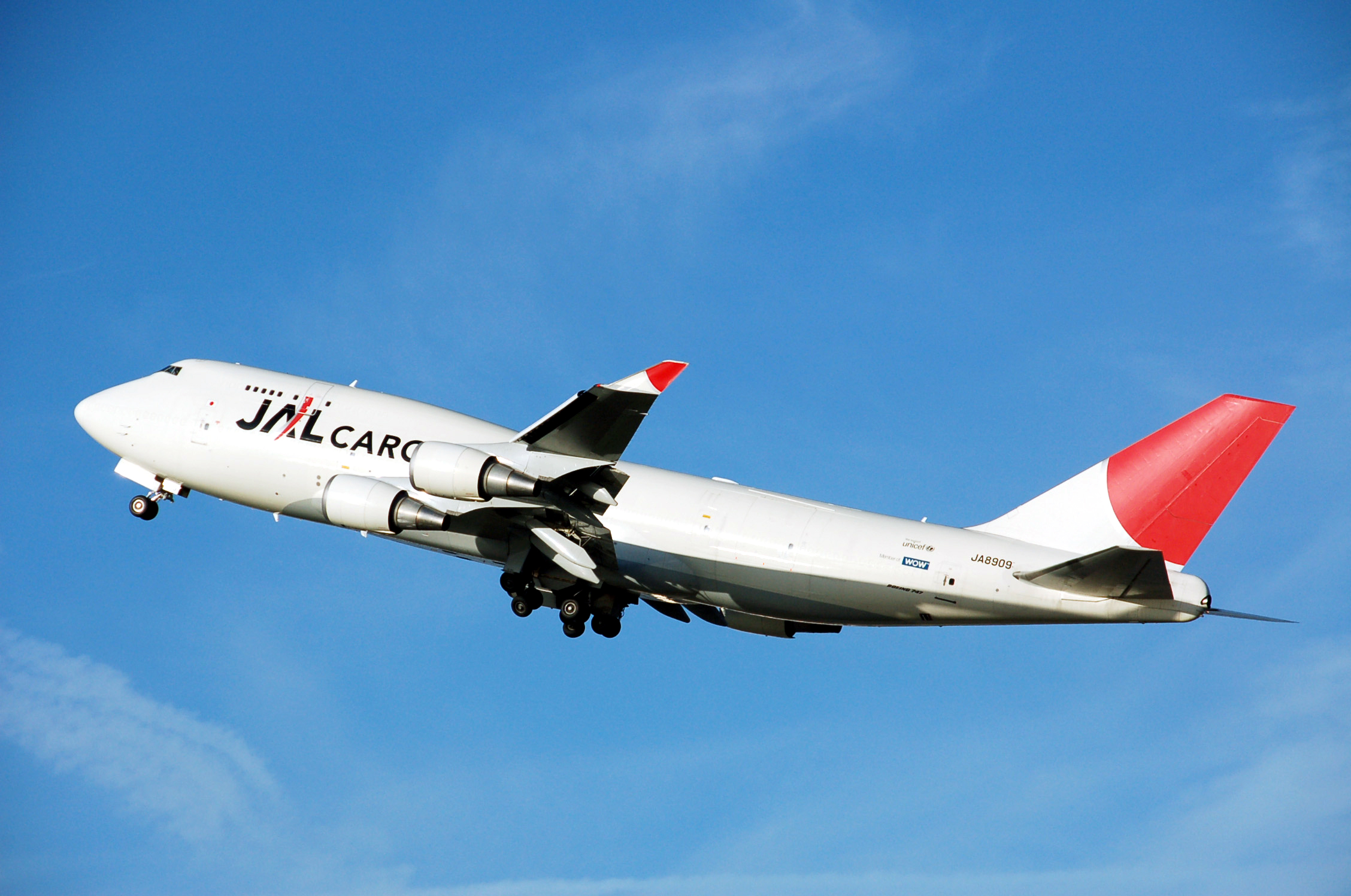
JAL Cargo Boeing 747-400BCF efter start från London Heathrow flygplats, 2007.

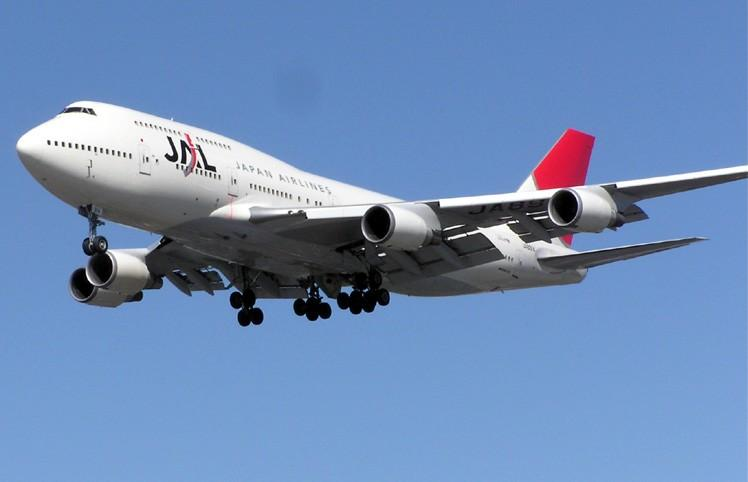
En Boeing 747-400 på inflygning till London-Heathrow flygplats, 2004.

Japan Airlines använder sig av en blandning av s.k "narrow-body" och "wide-body" flygplan. Flygbolaget har ekonomiklass på alla rutter, premium ekonomiklass på vissa internationella rutter och första klass på vissa längre rutter och inrikesrutter. Japan Airlines har även två typer av business class; (J) service med större säten långt fram i planet på många större inrikesrutter och en mer traditionell business class på många internationella rutter.
Den 5 december 2017 offentliggjorde JAL att de investerat 10 miljoner USD (105 miljoner kronor) i flygplanstillverkaren Boom Supersonic, som för närvarande utvecklar ett nytt höghastighetsflygplan med kapacitet för upp till 55 personer. I utbyte får JAL möjligheten att förbeställa upp till 20 flygplan.
Japan Airlines överväger att byta ut sina Boeing 737 med antingen Boeing 737 MAX eller Airbus A320neo. Flygbolaget har också intentionen att byta ut sina Boeing 767, antingen mot en utökad Boeing 787 "Dreamliner"-flotta eller Airbus A321.

### Frakt
Jal Cargo avslutade sin fraktflygverksamhet i oktober 2010 efter mer än 30 års service. Det använde sig både av propeller- och jetflygplan genom åren, dock senast flygplanstyperna Boeing 747-400 och Boeing 767-300F. Viss fraktversamhet sker nu genom användning av lastutrymmet på ordinarie JAL-flygningar.

### Tidigare flotta

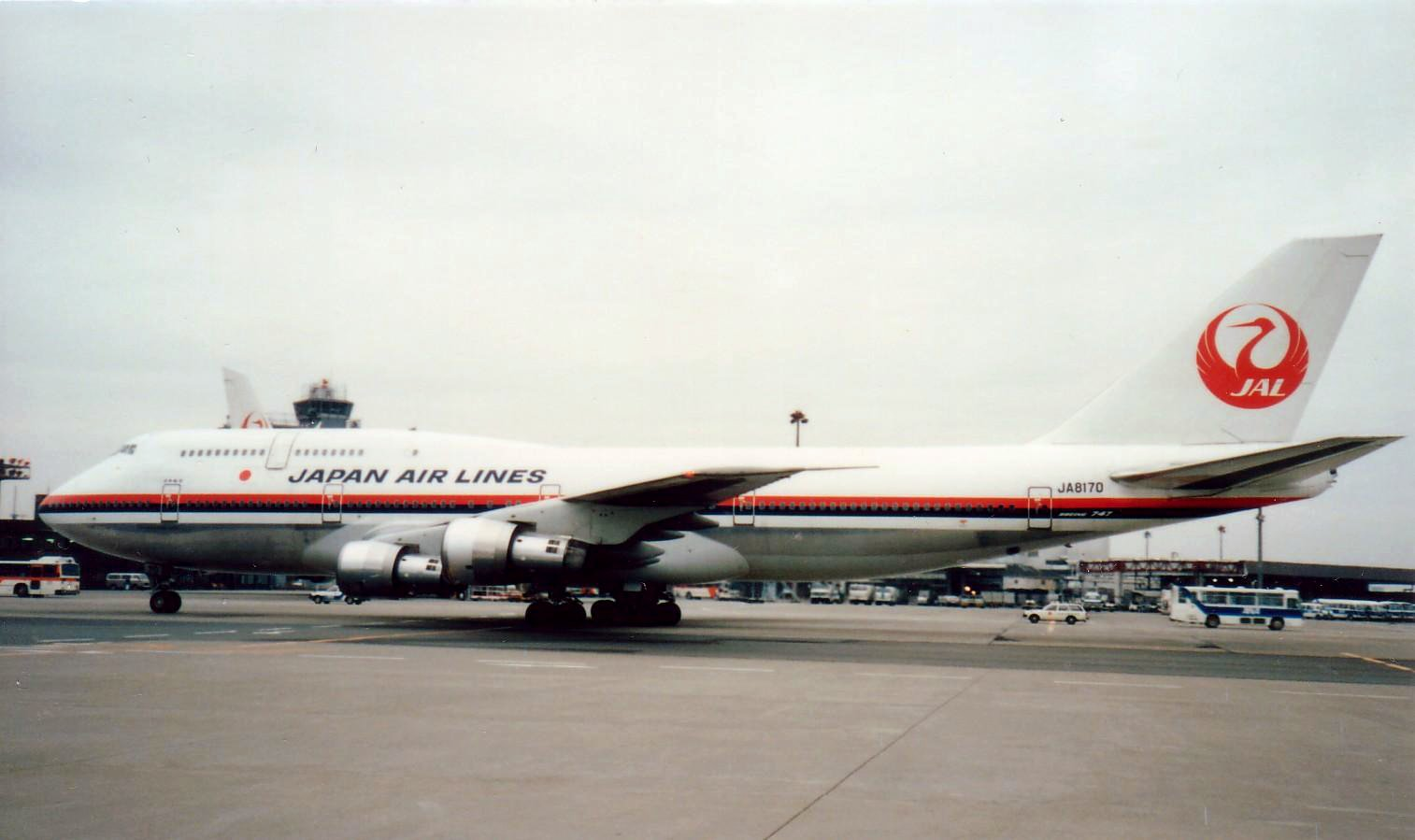
En Boeing 747-100BSR/SUD med utsträckt övre däck, 1987.

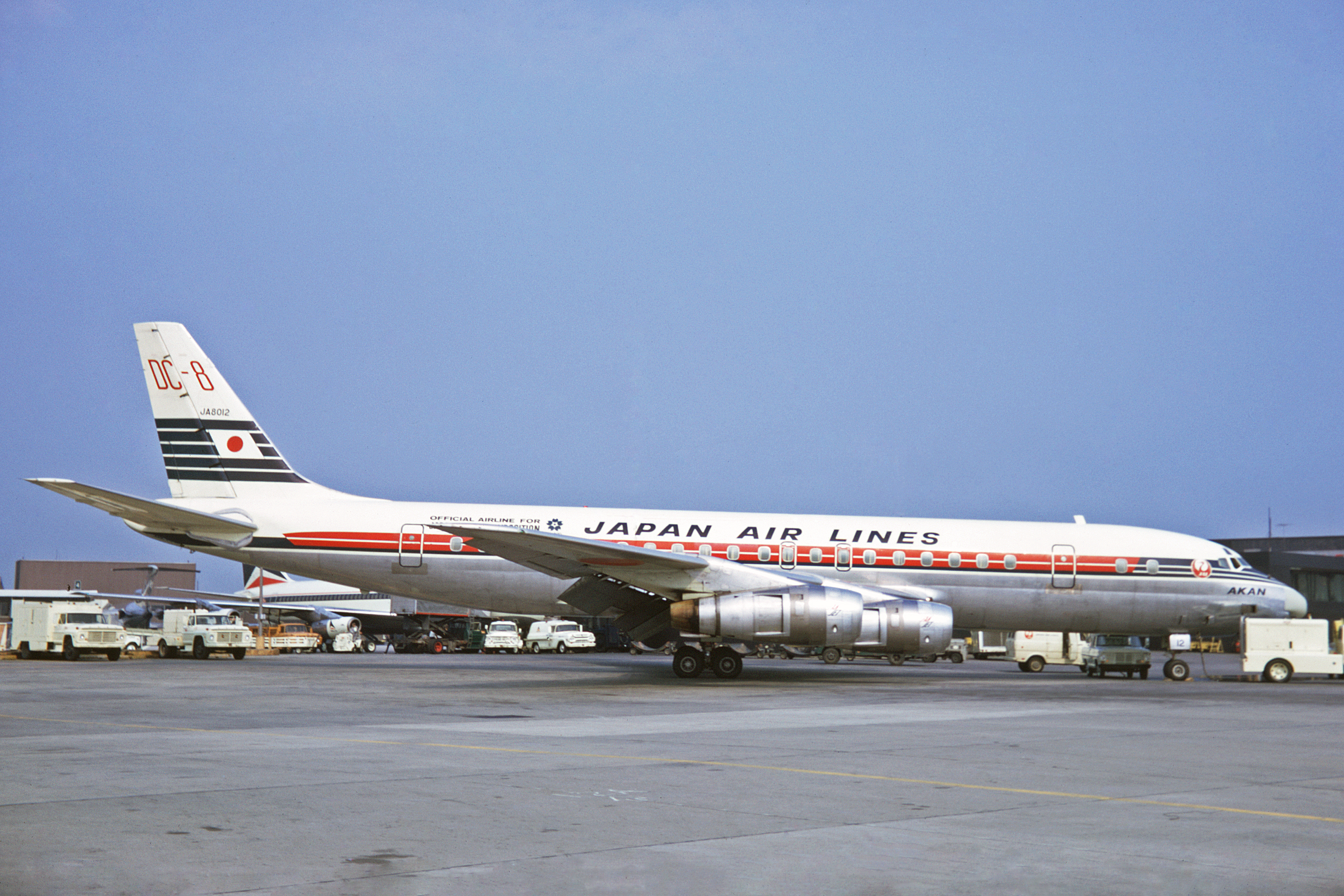
En Douglas DC-8-53 i New York, 1970.

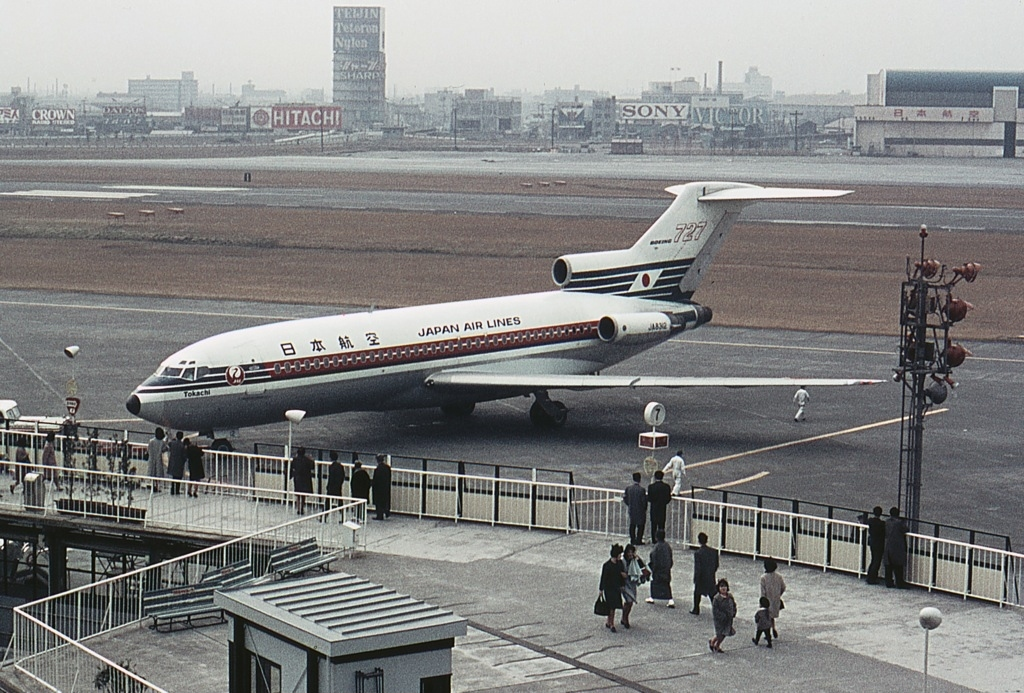
En Boeing 727-100 på Tokyo Haneda flygplats, 1964.

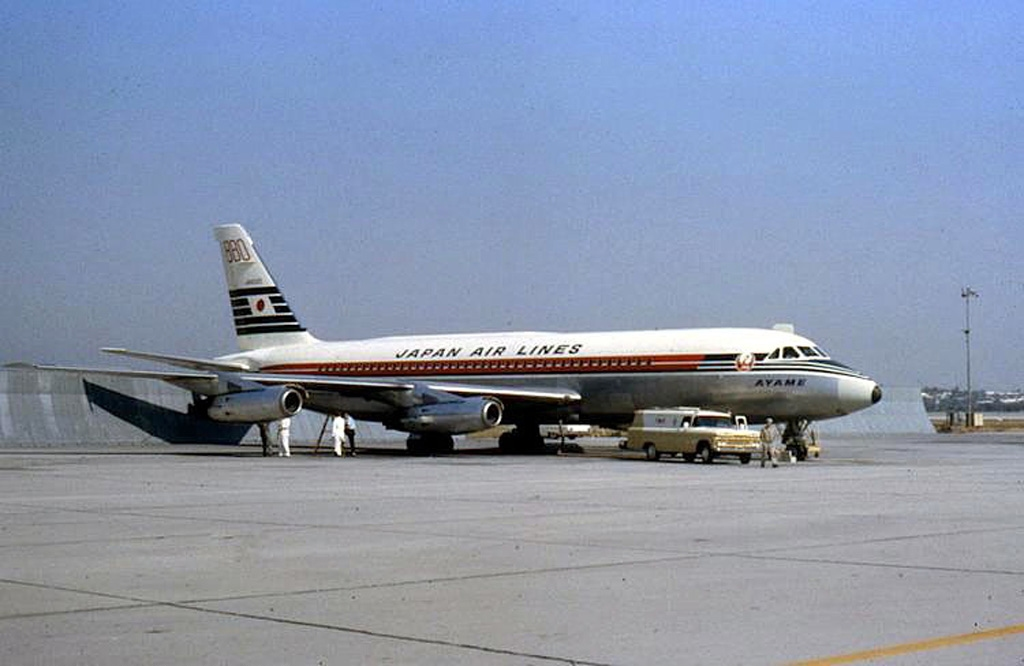
En Convair 880 på Los Angeles flygplats, 1964.

Japan Airlines har tidigare använt följande flygplanstyper i sin flotta: 
| Flygplanstyp               | Introducerad | Pensionerad | Noteringar                                                                                                |
| -------------------------- | ------------ | ----------- | --- |
| Airbus A300-600R           | 2006         | 2011        | Övertaget från sammanslagning med Japan Air System                                                        |
| Beechcraft H18             | 1969         | Okänt       | Använd för pilotträning                                                                                   |
| Boeing 727-100             | 1965         | 1988        | |
| Boeing 737-400             | 1995         | 2003        | |
| Boeing 747-100             | 1970         | 2002        | Första operatör                                                                                           |
| Boeing 747-100SF           | 1977         | 1992        | Trafikerad av JAL Cargo                                                                                   |
| Boeing 747SR-100           | 1973         | 2005        | Första operatör Ett flygplan avskrivet som Japan Airlines Flight 123                                      |
| Boeing 747SR-100/SUD       | 1986         | 2006        | |
| Boeing 747-200B            | 1971         | 2007        | |
| Boeing 747-200F            | 1991         | 2008        | Trafikerad av JAL Cargo                                                                                   |
| Boeing 747-200SF           | 1974         | 2007        | Trafikerad av JAL Cargo                                                                                   |
| Boeing 747-300B            | 1986         | 2009        | |
| Boeing 747-400D            | 1990         | 2012        | |
| Boeing 767-200             | 1985         | 2011        | |
| Boeing 767-300             | 1986         | 2021        | Första operatör                                                                                           |
| Boeing 777-200             | 1996         | 2021        | |
| Boeing 777-300             | 1998         | 2021        | |
| Boeing 767-300ERF          | 2007         | 2010        | Trafikerad av JAL Cargo                                                                                   |
| Convair 880                | 1961         | 1971        | |
| Dassault Falcon 20         | Okänt        | Okänt       | |
| Douglas DC-3               | 1951         | 1951        | Användes för inbjudningsflygningar tre dagar i augusti 1951, innan flygbolagets första ordinarie flygning |
| Douglas DC-4               | 1952         | 1964        | |
| Douglas DC-6B              | 1954         | 1969        | Användes för flygbolagets första internationella flygning Vissa konverterade från passagerare till frakt  |
| Douglas DC-7C              | 1958         | 1965        | Vissa konverterade från passagerare till frakt                                                            |
| Douglas DC-8-30            | 1960         | 1975        | |
| Douglas DC-8-50            | 1962         | 1982        | Ett flygplan avskrivet som Japan Airlines Flight 471                                                      |
| Douglas DC-8-60            | 1968         | 1988        | |
| Douglas DC-8-60F           | 1968         | 1988        | |
| Martin 2-0-2               | 1951         | Okänt       | Användes för flygbolagets första ordinarie flygning i oktober 1951                                        |
| McDonnell Douglas DC-10-40 | 1976         | 2005        | |
| McDonnell Douglas MD-11    | 1993         | 2004        | |
| McDonnell Douglas MD-81    | 2006         | 2010        | |
| McDonnell Douglas MD-87    | 2006         | 2008        | |
| McDonnell Douglas MD-90-30 | 2006         | 2013        | |
| NAMC YS-11                 | Okänt        | Okänt       | Två flygplan använda för ett år, en för passagerare och en för postflygningar                             |